# Item 7
Item 7 est une société de production cinématographique créée en 2009. Le fondateur, Pierre Even, est également président et producteur.

## Historique
La boîte de production voit le jour avec Une vie qui commence de Michel Monty (2010), Café de Flore de Jean-Marc Vallée (2011) et  Rebelle de Kim Nguyen qui se voit nommé à la 85e cérémonie des Oscars en 2013 dans la catégorie meilleur film en langue étrangère. Item 7 a également coproduit les films Brooklyn, de John Crowley avec Saorse Ronan qui a eu trois nominations aux Oscars 2016 dont meilleur film pour Le Fils de Jean un film de Philippe Lioret, une coproduction avec la France avec Gabriel Arcand et Pierre Deladonchamps.  
Parmi d'autres collaborateurs, notons[style à revoir] Chloé Robichaud, Manon Briand, Louise Archambault, Martin Villeneuve, Daniel Grou (Podz), Stéphane Lapointe, Rudy Barichello et Alain DesRochers.
En salle en 2021 : Best Sellers de Lina Roessler qui a été sélectionné au Festival international du film de Berlin, au festival du film de Karlovy Vary et de Raindance et, en première mondial au TIFF le film Maria Chapdelaine de Sébastien Pilote. Item 7 se lance en réalité virtuelle avec le court métrage Marco & Polo Go Round, une coproduction avec la Belgique. Après avoir reçu des prix dans des festivals, c'est au tour de la version 2D d'être sélectionné au festival Clermont-Ferrand.
En tournage en 2022, le film Balestra de la réalisatrice Nicole Dorsey (en) (Black Conflux (en)), et le long métrage Les Jours heureux de Chloé Robichaud mettant en vedette Sophie Desmarais et Christian Séguin.

## Filmographie
- 2010 : Une vie qui commence
- 2011 : Café de Flore
- 2012 : Rebelle
- 2013 : Cyanure
- 2013 : The Colony
- 2014 : Rencontres avec un jeune poète
- 2014 : Miraculum
- 2014 : Les Maîtres du suspense
- 2015 : Brooklyn
- 2016 : Pays
- 2016 : Le Fils de Jean
- 2017 : Regard sur Juliette (en) (Eye on Juliet)
- 2017 : Bon Cop, Bad Cop 2
- 2017 : Nous sommes les autres
- 2017 : Fareed[22]
- 2018 : Birthmarked (en)
- 2018 : Le Projet Hummingbird
- 2018 : Skin[23]
- 2021 : Marco & Polo Go Round
- 2021 : Best Sellers
- 2021 : Maria Chapdelaine[24]
- 2023 : Balestra
- 2023 : Petit Jésus
- 2023 : Les Jours heureux
- 2024 : Tous toqués! de Manon Briand